# Land Beneath the Ground
A Land Beneath the Ground Carl Barks író és rajzoló 1956-ban megjelent képregénye Dagobert bácsi főszereplésével. Az eredetileg harminckét oldalas történetet Barksnak technikai okok miatt, szerkesztői utasításra huszonhétre kellett rövidítenie, amely ebben a formában először a Dell Comics Uncle Scrooge című sorozatának 13. számában jelent meg. A történetben Dagobert, vagyonát féltve egy lehetséges földrengés pusztító hatásától, bányászokat fogad, hogy azok megvizsgálják a páncélterme alatti kőzetrétegeket. Az ezt követő események sodrában Dagobert és unokaöccsei akaratlanul egy föld alatti világ felfedezésére indulnak, mely során azt is megtudják, hogy a földrengések okai nem pontosan azok, melyeket a tudósok addig feltételeztek.

## A történet megszületése
Carl Barks 1955-ben, San Jacinto-ban írta és rajzolta meg a Land Beneath the Ground történetét, melyhez az ihletet nagy valószínűséggel a környéket gyakran megrázó földrengések adták. A cselekmény helyszínéül szolgáló föld alatti világ megteremtésében a National Geographic magazin Carlsbad-barlangról szóló 1953-as cikke, és annak fotói segítették. A Land Beneath the Ground összegömbölyödött lényei szintén a cikk képein látható különleges képződményeket, a barlang borsóköveit idézik.

## A cselekmény
|  | Alább a cselekmény részletei következnek! |

Dagobert bácsit nyugtalanítják az utóbbi időben megszaporodott földrengések. Attól tart, hogy ha Kacsaházát is egy hasonló katasztrófa sújtja, az vagyonát is veszélyeztetheti. Unokaöccse, Donald javaslatára bányászokat fogad, hogy azok megvizsgálják a páncélterme alatti kőzetrétegeket.
Több hét múlva és több mérföld mélyen a bányászok furcsa hangokat kezdenek hallani, ami elijeszti őket a további munkától. Dagobert Donaldot akarja leküldeni, hogy megnézze mi rémítette meg a munkásokat, miközben a csilléjük hirtelen elszabadul. Tiki, Niki és Viki unokabátyáik után indulnak, akikre egy hatalmas üregben találnak rá. Nemsokára az is kiderül, hogy a föld alatti csarnokokat az összekuporodva gömbölyű kövekre emlékeztető lények két csoportja, a Terryk és a Fermyk lakják. A Terryk és a Fermyk, akiket külsőre csupán nyakkendőik különböztetnek meg egymástól, abban versengenek egymással, hogy melyikük tud nagyobb földrengést előidézni. Míg a Fermyk együttes erővel megemelik a kőzetrétegeket, addig a Terryk összegömbölyödve tömegesen gurulnak neki a barlangok mennyezetét tartó oszlopoknak.
Dagobert, hogy megmentse páncéltermét a föld alatti lények következő játékának pusztító hatásától, ellopja a nyertesnek járó serleget, egy antik görög vázát. A Terryk és a Fermyk, hogy megakadályozzák a kacsák szökését, hatalmas földrengést keltenek, de azoknak ennek ellenére is sikerül visszajutniuk a felszínre, bár eközben Dagobert kénytelen hátrahagyni a cilinderét. A földmozgás megrepeszti Dagobert páncéltermét is, amiből minden pénze a föld alá süllyed. Elkeseredésében Dagobert már a szegényházba készül, mikor a Terryk és a Fermyk visszatolják a számukra értéktelen pénzt a felszínre, majd elzárják a járatot. Játékuk új serlegének pedig Dagobert cilinderét nevezik ki.
|  | Itt a vége a cselekmény részletezésének! |

## A felszíni és a föld alatti világ ábrázolása és ellentéte a történetben
A Land Beneath the Ground egyike azon történeteknek, melyet Tom Andrae Barks „kis emberkés” műveinek nevez. Míg Barks azért választott történeteinek helyszínéül olyan környezetet, melyek akár a valóságban is létezhetnek, hogy így hősei kalandjait valóságosabbá tegye, addig az általa elképzelt, ezekben a környezetekben élő társadalmak szimbolikus jelentést hordoznak. Barks kis emberkéi a klasszikus tündérmesék szereplőit és világát idézik. Ezek a történetek azonban nem a gyermekmesék varázslatos elemeit, királyfiait és hercegnőit építik magukba, hanem azok utópisztikus világainak képét. Barks utópiái a külvilágtól elszigetelten léteznek, múltat idéző önzetlen, nyugodt és barátságos népei pedig kontrasztként jelennek meg a kapzsi, rohanó és elidegenedett városias Amerikával. A pusztán nosztalgikus légkörrel szemben Barks antimodernista világainak értékei mellett azok korlátait is bemutatja. A Land Beneath the Ground elszigetelt világa más „kis emberkés”-történeteitől elértően, azonban hatással van a mindennapokéira.
Andrae megítélése szerint ahogyan Lewis Carroll Alice Csodaországban című könyve, melyre utalás is van Barks történetében, a viktoriánus Anglia szatírája, úgy a Land Beneath the Ground föld alatti világa is kifordítva, tükrözve mutatja be a fenti világot. Maga a történet a civilizált tudat elnyomott vágyait jeleníti meg, melyben Dagobert és pénze a civilizált felszíni világ, a felettes én szimbóluma. Dagobert felfogása és magatartása a protestáns etikának a munkához való viszonyát tükrözi, mely felfogás szerint a jelen élvezeteit fel kell áldozni a jövőbeli haszon érdekében. A föld alatti világ lényei, a Terryk és a Fermyk ezzel szemben nem dolgoznak. Egyetlen tevékenységük a földrengések előidézése, mely számukra játék, így a történetben Dagobertnek azokat a protestánsi etika által elnyomott vágyait jelképezik, hogy maga a munka az öröm forrása legyen.
Barks más kis emberkéihez hasonlóan a Terryk és a Fermyk is az ipari forradalom előtti értékeket képviselik. Az ókori görög váza, melyet serlegként használnak, civilizációjuk ősi voltára utal. A földhöz kötődő demokratikus társadalmuk területe, mely szintén szemben áll Kacsaháza hierarchikus berendezkedésével, kiterjed a bolygó egész föld alatti világára, a rádióadásokból elsajátított cowboyos beszédstílusuk azonban mégis az amerikai kontinenshez köti őket. Andrae párhuzamot von a Terryk és a Fermyk, valamint az 1950-es évek beatnemzedékének kapitalizmus ellen lázadó filozófiája között, mely a valóságban ugyanúgy megrázta a modern társadalmat, mint a történetben a föld alatti lények játéka a felszíni világot. Ez azonban, Andrae véleménye szerint, nem jelent egyet azzal, hogy Barks a beatnemzedék mellett foglalna állást.
A Land Beneath the Ground történetének végén egy geológus professzor keresi fel Dagobertet a páncéltermében, hogy megnyugtassa, nem lesz több földrengés Kacsaházán. A professzor tudományos magyarázta szerint a várost megrázó jelenség oka a föld hasadékaiban felgyülemlett gáz volt. Dagobert, aki látta a földfelszín alatt meghúzódó világot és a földrengés valódi okát, azonban nem javítja ki a tudós tévedését. Andrae Dagobert kacsintását az utolsó panelon unokaöccsei, illetve az olvasók felé annak a jeleként értékeli, hogy Dagobert egyszerre megerősíti az ő materialista világszemléletével ellentétes, a játékosság és elnyomott vágyak szimbólumaként létező föld alatti világ létezését, de azzal, hogy elhallgatja a professzor elől, egyszersmind el is utasítja azt.

## Megjelenése
A Western Publishing, a Dell Publishing partnercége 1955. augusztus 18-án vette át az eredetileg harminckét oldalas Land Beneath the Ground történetét, melyet szerkesztői utasításra huszonhétre kellett rövidítenie. Carl Barks később tett nyilatkozatai során nem emlékezett pontosan, hogy még a történet elkészítése közben értesítették a változtatások szükségességéről, vagy annak elkészülte után küldték vissza hozzá az anyagot. A szerkesztői döntésnek nagy valószínűséggel technikai okai voltak. A történetet első alkalommal az Uncle Scrooge 13. számában, 1956 márciusában adták ki, melytől kezdődően a képregénysorozat postai terjesztése megváltozott, az úgynevezett második osztályba került. Ennek feltétele, hogy a füzetben legalább két olyan történet szerepeljen, melyeknek egyetlen közös szereplője sincs, valamint hogy legalább egy teljes folyószöveges oldalt tartalmazzon. A Land Beneath the Ground történetében végrehajtott módosítások pontos helyére csak Barks stílusára, történetvezetési technikájára, valamint a nem teljesen illeszkedő panelek elrendezésére alapozott feltételezések és találgatások vannak, csakúgy mint a kivágott részek tartalmára. A panelek kivágása azonban bizonyosan szövegbeli változtatásokat is maga után vont. A feltételezések szerint a legtöbb panel a harmadik és ötödik, valamint a huszadik és huszonharmadik oldalak közül kerül ki a történetből. A kivágott részek közül csak néhány marad fenn, köztük az ötödik oldal alsó négy és a hetedik oldal felső négy panelje, valamint két, feltételezhetően a huszonegyedik oldalról származó panel.
A Land Beneath the Ground történetét eredeti megjelenése után többször is kiadták, először a Gold Key Comics Uncle Scrooge 109. számában, 1973 decemberében. A kivágott, de fennmaradt panelek több kiadásban is visszakerültek a történetbe. A hetedik oldal felső négy paneljét első alkalommal a finn kiadású Aku Ankka (’Donald kacsa’) 1976 februárjában megjelent 7. számában illesztették vissza. A Land Beneath the Ground összes, majd két és fél oldalt kitevő fennmaradt jelenetei először az 1981-es Uncle Scrooge: His Life & Times című gyűjtemény és az 1984-es The Carl Barks Library harmadik kötetében adták ki együtt a történettel. A kiadványokban a fennmarad anyagok visszakerültek feltételezett eredeti helyükre, mely alól kivétel a huszonegyedik oldal két panelje, melyeket a történet mellett közöltek. A visszaillesztett panelek egyúttal némi változtatást is szükségessé tettek a szövegben a megfelelő illeszkedés érdekében.

## Hatása és adaptációja
A Bugle-American, egy milwaukeei megjelenésű underground folyóirat az 1971-es Los Angeles-i földrengés kapcsán közölt Terries and Fermies: Underworld People Cause Quakes című cikkében a Land Beneath the Ground cselekményét mint valós tényeket tüntette fel. A cikk szerzőjeként Barksot, mint „a kacsák és páncéltermek elismert szakértőjét” jelölték meg. A folyóirat borítóján Dagobert, Donald, Tiki, Niki és Viki, valamint Terryk és Fermyk voltak láthatóak, a rajzoló aláírása „Carl Barksalike” volt. Barksnak azonban valójában semmi köze sem volt a cikkhez és még annak megjelenéséről sem tudott. Michael Barrier képregényekkel és animációs filmekkel foglalkozó történész megkeresésére Barks úgy nyilatkozott, hogy „kicsit morcos” amiért a nevét egy ilyen „gyermeteg képtelenséghez” használták fel, de ugyanakkor nem hiszi, hogy bárki is komolyan venné, hogy köze lehet ilyen „bolondsághoz”.
A Land Beneath the Ground története szolgált alapjául az eredetileg 1987 és 1990 között sugárzott Kacsamesék (DuckTales) című animációs sorozat Földrengés (Earth Quack) című epizódjának. Barks művei közül többet is felhasználtak a sorozat epizódjaihoz, melyek mind változó mértékben ragaszkodtak és épültek az eredeti történetekre. A Földrengés esetében Mark Young viszonylag hűen követi Barks eredeti történetének fő cselekményét. Donald, a Kacsamesék legtöbb epizódjához hasonlóan, nem szerepel az adaptációban, valamint a Terryk és Fermyk sem különülnek el egymástól.